# You Energy Volley
La You Energy Volley è una società pallavolistica maschile italiana con sede a Piacenza: milita nel campionato di Superlega.

## Storia

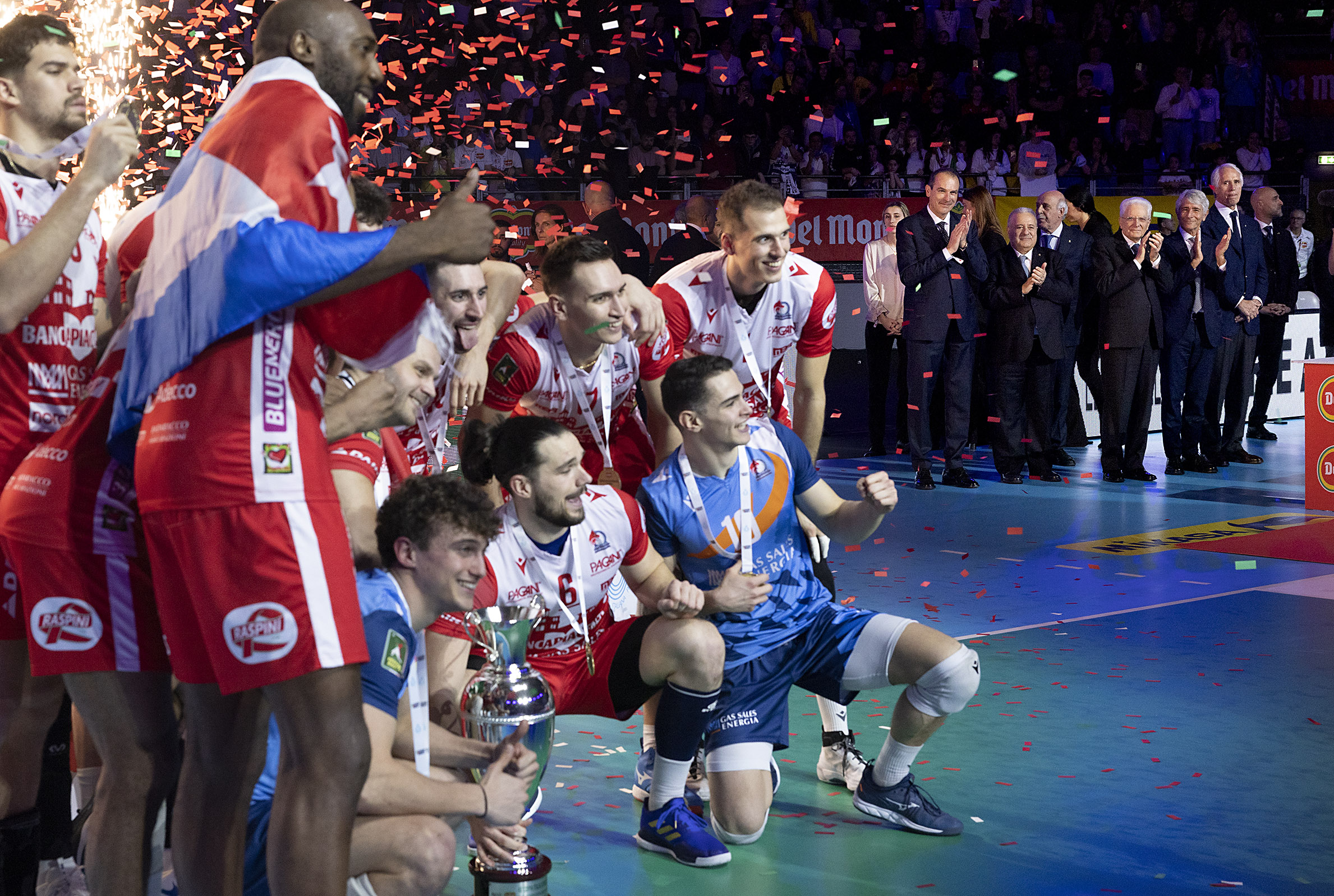
La vittoria della Coppa Italia 2022-23 applaudita dal presidente della Repubblica Sergio Mattarella

La You Energy Volley viene fondata nel 2018: la società, grazie all'acquisto del titolo sportivo dall'Aversa, ottiene il diritto di partecipazione alla Serie A2, dove debutta nella stagione 2018-19, conquistando nella stessa annata la Coppa Italia di categoria ed assicurandosi, vincendo i play-off, la promozione in Superlega, dove debutta nella stagione 2019-20.
Nell'annata 2020-21 partecipa per la prima volta alla Coppa Italia, venendo eliminata nella fase a gironi, e si qualifica ai play-off scudetto, uscendo ai quarti di finale, mentre nella stagione successiva, grazie al successo nei play-off 5º posto, accede per la prima volta a una competizione europea, ossia la Coppa CEV. Nella stagione 2022-23 ottiene il successo in Coppa Italia battendo in finale la Trentino. Nella stagione 2023-24 partecipa per la prima volta alla Supercoppa italiana, venendo eliminata in semifinale dalla Lube, e alla Champions League, eliminata ai quarti di finale dallo Jastrzębski Węgiel.

## Rosa 2025-2026
| N° | Nome                 | Ruolo | Data di nascita  | Nazionalità sportiva |
| -- | -------------------- | ----- | ---------------- | -------------------- |
| 5  | Paolo Porro          | P     | 25 ottobre 2001  | Italia               |
| 6  | Henri Léon           | O     | 15 dicembre 2003 | Francia              |
| 8  | Domenico Pace        | L     | 2 agosto 2000    | Italia               |
| 9  | Efe Mandıracı        | S     | 1º aprile 2002   | Turchia              |
| 10 | Francesco Comparoni  | C     | 22 giugno 2001   | Italia               |
| 12 | Gianluca Galassi     | C     | 24 luglio 1997   | Italia               |
| 13 | Robertlandy Simón    | C     | 11 giugno 1987   | Cuba                 |
| 14 | Dragan Travica       | P     | 28 agosto 1986   | Italia               |
| 15 | Robbert Andringa     | S     | 28 aprile 1990   | Paesi Bassi          |
| 20 | Lukas Bergmann       | S     | 25 marzo 2004    | Brasile              |
| 22 | José Gutiérrez       | S     | 27 ottobre 2001  | Cuba                 |
| 23 | Alessandro Bovolenta | O     | 27 maggio 2004   | Italia               |
| 27 | Luca Loreti          | L     | 24 dicembre 2005 | Italia               |
| 31 | Joris Seddik         | C     | 4 gennaio 2006   | Francia              |

## Palmarès
- Coppa Italia: 1

2022-23
- Coppa Italia di Serie A2: 1

2018-19